# Ussuryjsk
Ussuryjsk (ros. Уссурийск) – miasto w Rosji (Daleki Wschód), centrum administracyjne Ussuryjskiego Okręgu Miejskiego w Kraju Nadmorskim, nad rzekami Razdolnaja, Komarowka i Rakowka. Miasto liczy 173 640 mieszkańców (2020). Położony 112 kilometrów na północ od Władywostoku.
Założony w 1866 jako wieś Nikolskoje, od świętego Mikołaja Cudotwórcy. W 1868 wieś zamieszkiwało 289 ludzi. 3 kwietnia 1898 wieś otrzymała prawa miejskie i nazwę Nikolsk Ussuryjski.  W latach 1934–1943 miasto było centrum administracyjnym Obwodu Ussuryjskiego, a w latach 1935–1957 miasto nosiło nazwę Woroszyłow. Od 20 listopada 1957 miasto nosi obecną nazwę.
Znajduje się tu dyrekcja Rezerwatu Ussuryjskiego.

## Geografia

### Strefa czasowa
Ussuryjsk, jak cały Kraj Nadmorski należy do Władywostockiej Strefy Czasowej (UTC +10:00).

### Klimat
W Ussuryjsku panuje klimat umiarkowany monsunowy. Wilgotność jest duża, deszcze najczęściej obfite, ulewne. Maksymalne opady występują w lipcu-sierpniu, które są również najcieplejszymi miesiącami. Wiosna jest zwykle chłodna i wietrzna. Mrozy ustają pod koniec kwietnia lub na początku maja. Lato jest ciepłe i wilgotne. Wpływ oceanu opóźnia pory roku o około miesiąc, co jest zauważalne latem i jesienią. Pierwsze przymrozki występują na początku października. Zima jest chłodna, przeważnie słoneczna, a pokrywa śnieżna niewielka. Średnia roczna temperatura wynosi 5,4°С.

## Współpraca
- Mudanjiang, Chińska Republika Ludowa
- Changwon, Korea Południowa